# Ali Mirzaei
Ali Mirzaei (persa: علی میرزایی)  (Teheran, 28 de gener de 1929 - Teheran, 18 de juliol de 2020) fou un aixecador iranià que va competir durant les dècades de 1940 i 1950.
El 1952 va prendre part en els Jocs Olímpics de Hèlsinki, on guanyà la medalla de bronze en la categoria del pes gall del programa d'halterofília.
En el seu palmarès també destaca una medalla de plata i una de bronze al Campionat del món d'halterofília i una de bronze als Jocs Asiàtics de 1951, sempre en la categoria del pes gall. Aconseguí un rècord del món en dos temps.